# Odysee
Odysee is een Amerikaans videoplatform, gebouwd op de LBRY-blockchain. Het positioneert zichzelf als een alternatief voor grote sites voor het delen van video’s (zoals YouTube), maar met de nadruk op vrijheid van meningsuiting en decentralisatie.
Het platform stelt gebruikers in staat om video's te uploaden, delen en inkomsten te genereren via cryptocurrency, terwijl de inhoud beschikbaar is via een peer-to-peernetwerk.

## Geschiedenis
De site werd opgericht in 2020 door Julian Chandra. In juni 2024 werd het overgenomen door Forward Research. De overname volgt nadat het voormalige moederbedrijf van Odysee, LBRY, in juli 2023 een zaak bij de Amerikaanse Securities and Exchange Commission verloor.